# Starz Entertainment
Starz Entertainment Corp. (cunoscută anterior ca Lions Gate Entertainment Corporation, și făcând afaceri ca Starz Entertainment) este o companie de divertisment canadiano-americană cu are sediul prezent în Santa Monica, California, Statele Unite. A fost fondată de Frank Giustra pe 10 iulie 1997 și domiciliată în Vancouver, Columbia Britanică, fiind încorporată acolo. Până în 2024, atunci-numitul Lionsgate a deținut studiouri de film și televiziune sub propria sa umbrelă. Acestea au fost desprinse de atunci în Lionsgate Studios, din care Starz deține 87%.

## Istorie

Fost logo ca Lionsgate.

Lionsgate a fost fondată în anul 1997 de Frank Giustra cu o investiție inițială de 16 milioane de dolari, incluzând alți 40 de milioane de dolari din partea investitorilor Keyur Patel și Yorkton Securities.